# أنتوني رييس
أنتوني رييس (بالإنجليزية: Anthony Reyes)‏ هو لاعب كرة قاعدة أمريكي، ولد في 16 أكتوبر 1981 في داوني في الولايات المتحدة.

## وصلات خارجية
- أنتوني رييس على موقع دوري كرة القاعدة الرئيسي (الإنجليزية)
- أنتوني رييس على موقعبيزبول رفرنس.كوم (الدوري الرئيسي) (الإنجليزية)
- أنتوني رييس على موقعبيزبول رفرنس.كوم (الدوري الثانوي) (الإنجليزية)
- أنتوني رييس على موقع إي إس بي إن.كوم (أم.أل.بي) (الإنجليزية)
- أنتوني رييس على موقع مشجعي الرسوم البيانية (الإنجليزية)